# Krzysztof Leszczyński (żołnierz)
Krzysztof Leszczyński (ur. 10 lutego 1975 w Świeciu) – pułkownik Sił Zbrojnych Rzeczypospolitej Polskiej,  komendant Centrum Szkolenia Wojsk Obrony Terytorialnej w Toruniu.

## Wykształcenie
Jest absolwentem Wyższej Szkoły Oficerskiej im Tadeusza Kościuszki we Wrocławiu (1999), studiów podyplomowych na Wyższej Szkole Zarządzania „Edukacja” we Wrocławiu na kierunku zarządzenia i marketingu w zakresie zarządzania zasobami ludzkimi (2007), a także podyplomowych studiów z zakresu przywództwa wojskowego i komunikacji w Akademii Sztuki Wojennej (2019).

## Kariera wojskowa
Służbę liniową rozpoczął w 1999 roku w 11 Lubuskiej Dywizji Kawalerii Pancernej, gdzie pełnił funkcje dowódcze i sztabowe kolejno w 34 Brygadzie Kawalerii Pancernej w Żaganiu i 10 Brygadzie Kawalerii Pancernej w Świętoszowie, a także w sztabie Dywizji. W roku 2000 pełnił służbę w składzie Polskiego Kontyngentu Wojskowego w Kosowie, następnie w 2008 roku kontyngentu w Czadzie oraz w 2010 roku kontyngentu w Afganistanie.
Od 2016 roku pełnił służbę w biurze ds. utworzenia Wojsk Obrony Terytorialnej, a od 2017 roku, w Dowództwie Wojsk Obrony Terytorialnej, gdzie najpierw objął obowiązki Szefa Wydziału Planowania i Koordynacji Szkolenia, a następnie awansował na zastępcę szefa Oddziału Szkolenia.